# 杨信沙洲
杨信沙洲，位于道明群礁东南端，南钥岛东北方，是南沙群岛已定名中的最大沙洲。因纪念明朝使者杨信前往三佛齐招抚梁道明入朝而命名。中华人民共和国、中华民国、菲律宾及越南均声称拥有主权。

## 历史
- 中国渔民向称“铜金”[1]。
- 1935年中国的公布名称为兰家暗礁。
- 1947年和1983年中国的公布名称为杨信沙洲。有外文图书称其为Lankiam Cay[2]，菲律宾称之为Panata Island。

## 西方航海探测
- 英国海军部《航海指南》1879年版第四章第66页描述了该沙洲的情况，并提到了在此作业的海南岛渔民提供的信息：

|  | 这是一片珊瑚滩，长约半英里，在落潮的时候，部分暗礁能露出水面，距离南钥岛东偏北2英里处。南钥岛的东北东 6¼英里处有一片更大的暗礁盘，其直径为四分之三英里，礁盘中心附近有一沙洲，海南渔民称之为“兰家暗礁”（Lan-keeam，杨信沙洲），位于北纬10°43'20"，东经114°31'。 |

（英语原文：A coral patch, half a mile in extent, which partly dries at low water, lies E. by N. 2 miles from Loai-ta island; and E.N.E. 6¼ miles from the same island is a larger reef, three quarters of a mile in diameter, having a sand cay near its centre: this cay, known to the Hainan fishermen as Lan-keeam, is in lat. 10°43'20"N.,long.114°31'E.）
在该页的脚注中，提到这片海域的大部分岛屿上有海南渔民在采集海参和龟壳（trepang and tortoise-shell），他们中有些人在岛礁中间持续生活数年，拿海参等海产品与每年到这里的海南船只交换大米等生活必需品。

## 地质地形
该沙洲呈圆形，长0.1km，礁盘长2.2km；礁盘宽1.5km。在其同一礁盘中还有裤裆、铜金两个小礁。

## 地理坐标
北纬10度43分，东经114度31分35秒海域内